# 岳麓山茶竿竹
岳麓山茶竿竹（学名：Pseudosasa yuelushanensis）为禾本科茶秆竹属下的一个种。

## 扩展阅读
- 維基物種上的相關：岳麓山茶竿竹